# كاظم الدجيلي
كاظم حسين عبد الله العبدان الدُّجَيْلي (1884 - 1970) كاتب وشاعر وصحفي ودبلوماسي عراقي. ولد في قرية سُميكة، في محافظة صلاح الدين من عشيرة تنتسب إلى الخزرج. نشأ في الكرخ، وتتلمذ على محمود شكري الألوسي وأنستاس الكرملي، ثم جميل صدقي الزهاوي. أصدر مع الكرملي مجلة لغة العرب ومارس الصحافة قبل الحرب العالمية الأولى ثم انتسب إلى مدرسة الحقوق وتخرّج بها. اختير عضوًا في المجمع العلمي العربي سنة 1922 ودرّس في جامعة لندن الأدب العربي، ثم عمل في السلك الدبلوماسي، مراقبًا للبعثات العلمية العراقية في لندن، ثم فنصلًا في عدد من العواصم العربية والأوروبية. توفي في فيينا، ودفن في النجف. 

## سيرته
ولد كاظم بن حسين بن عبد الله بن درويش الدجيلي - نسبة إلى الدجيل - في قرية سميكة (غربي بغداد) سنة 1301 هـ/ 1884 م وقيل في الدجيل، ونشأ في الكرخ. تعلم القرآن في بلدته، ثم التحق بمكتب الملا إسماعيل في جامع الغنائم بالكرخ، وفي هذه المدة عمل مع أبيه في تجارة الحبوب والأقطان، وشرع يثقف نفسه ذاتيًا ويقرأ الشعر وكتب الأدب. رحل إلى النجف، فدرس علوم اللغة العربية والفقه، وتعلم اللغة الإنجليزية، ثم هجر الدراسة، وعمل في الصحافة والشرطة، ثم عاد إلى مواصلة الدراسة فانتسب إلى مدرسة الحقوق في بغداد سنة 1920 وتخرج فيها محاميًا في 1923. واصل دراسة اللغات الإنجليزية والألمانية والروسية، وكان من أساتذته محمود شكري الآلوسي، والأب أنستاس ماري الكرملي وأصدر معه مجلة لغة العرب سنة 1911.

عمل بتدريس اللغة العربية في مدرسة اللغات الشرقية بجامعة لندن من 1924 حتى 1929، وكان من تلاميذه الملك غازي - حين كان وليًا للعهد - في كلية هارو قرب لندن، وعمل بالسلك السياسي الدبلوماسي فعين وكيل سكرتير أول في المفوضية الملكية العراقية في لندن، ثم قائمًا بأعمالها، ثم سكرتيرًا للقنصلية العراقية بالقاهرة 1930، ثم عاد إلى لندن مراقبًا للبعثات العلمية العراقية، ثم عمل قنصلاً للعراق في العواصم والمدن: المحمرة ودمشق وحيفا والقدس والقاهرة وبمباي ولندن وموسكو وباريس.
```
توفي في فيينا سنة 1970م/ 1390 هـ، ودفن في النجف.
```

## مؤلفاته
له العديد من التصانيف، ذكر روفائيل بطي أسماء 29 منها في كتابه «الأدب العصري» ولم يذكر مصيرها. منها «السفن العراقية» وله مسرحية نثرية غنائية باللغة الإنكليزية بعنوان «باشا بغداد».
- السفن العراقية
- الشعر القصصي الحماسي
- العراق
- العلم والأدب في العراق
- الوثنية في العراق
- ديوان الدجيلي
- رسالة في آثار سامراء الباقية
- رسالة في تراجم بعض علماء العراق
- رحلة الفرات
- نهر فسقس
- المدائن أو طاق كسرى
- طوب أبو خِزّامة.[10]